# Yuki Shimada
Yuki Shimada (島田 祐輝 Shimada Yuki?), född 18 november 1986 i Saitama prefektur, är en japansk fotbollsspelare.
Shimada började sin karriär 2009 i Mito HollyHock. Han spelade 109 ligamatcher för klubben. Efter Mito HollyHock spelade han för ReinMeer Aomori och Vonds Ichihara. Han avslutade karriären 2016.